# Joseph Nguyễn Tấn Tước
Joseph Nguyễn Tấn Tước (ur. 22 września 1958 w Chánh Hiệp) – wietnamski duchowny rzymskokatolicki, od 2012 biskup Phú Cường.

## Życiorys
Święcenia kapłańskie otrzymał 4 kwietnia 1991 i został inkardynowany do diecezji Phú Cường. Po święceniach pracował jako duszpasterz parafialny, zaś w latach 2000-2006 studiował w Paryżu. Po powrocie do kraju został dyrektorem centrum formacyjnego dla przyszłych kapłanów.
14 marca 2011 został prekonizowany biskupem koadiutorem Phú Cường. Sakry biskupiej udzielił mu 29 kwietnia 2011 ówczesny ordynariusz tejże diecezji, bp Pierre Trần Đình Tứ. 30 czerwca 2012, po przejściu na emeryturę bp. Trầna Đình Tứ, objął pełnię rządów w diecezji.